# Mesék a dzsungelből – Felfedezők
A Mesék a dzsungelből – Felfedezők (eredeti cím: Jungle Beat Explorers) észak-afrikai 3D-s számítógépes animációs sorozat,  a Mesék a dzsungelből spinn-offja. Ellentétben az eredeti sorozattal, ez rövidfilm-sorozat, mivel egy epizód hossza két perc. Magyarországon a sorozatot a Boomerang sugározza, reklámszünetben, "A dzsungel ritmusa" címmel. A "Mesék a dzsungelből – Felfedezők" címmel a JimJam sugározza. Az eredeti sorozathoz hasonlóan itt sincsenek párbeszédek.
A sorozat hangjai Rob van Vuuren, Seneliso Dladla, Robin Scott és Tinarie van Wyk Loots.

## Cselekmény
Egy túracsoport bejárja a világ nagy tájait, azonban akárhova mennek, a tájban élő állatok megtréfálják őket, mégpedig úgy, hogy az a túrázókat rendkívül kellemetlen helyzetbe kerülnek. Emellett előfordul az is, hogy az állatok önmagukat keverik szorult helyzetbe.

## Epizódok

### 1. évad[3]
| #  | #  | Nem Hivatalos Magyar cím | Eredeti cím        | Eredeti premier      |
| -- | -- | ------------------------ | ------------------ | -------------------- |
| 1  | 1  |                          | Close-Up Trouble   | 2015. szeptember 1.  |
| 2  | 2  |                          | Along for the Ride | 2015. szeptember 5.  |
| 3  | 3  |                          | Nesting Instincts  | 2015. szeptember 10. |
| 4  | 4  |                          | Flat               | 2015. szeptember 15. |
| 5  | 5  |                          | Campsite Crazy     | 2015. szeptember 20. |
| 6  | 6  |                          | Snow Trouble       | 2015. szeptember 25. |
| 7  | 7  |                          | Lost               | 2015. szeptember 30. |
| 8  | 8  |                          | Hide and Seek      | 2015. október 5.     |
| 9  | 9  |                          | Up                 | 2015. október 10.    |
| 10 | 10 |                          | Shell Game         | 2015. október 15.    |
| 11 | 11 |                          | Line and Sinker    | 2015. október 20.    |
| 12 | 12 |                          | Hot Air            | 2015. október 25.    |
| 13 | 13 |                          | Making Tracks      | 2015. október 30.    |

### 2. évad[4]
| #  | # | Nem Hivatalos Magyar cím | Eredeti cím | Eredeti premier |
| -- | - | ------------------------ | ----------- | --------------- |
| 14 | 1 |                          | Hot Air 2   | 2016. június 2. |